# Csengeri Attila
Csengeri Attila András (Budapest, 1967. október 18.) magyar musical- és operettszínész. 2002-ben megkapta a Pécsi Nemzeti Színház Nívódíját, valamint 2003-ban „Az év musicalénekese” eMeRTon-díjat.

## Életpályája
Saját bevallása szerint idilli gyerekkora volt. Édesanyja a Corvin Áruházban dolgozott, így rengeteg emléke fűződik az intézményhez. Óvodás éveit a Füredi úti lakótelep egyik tízemeletes házának földszintjén kialakított lakásoviban töltötte. 1974 és 1982 között a mai Móra Ferenc Általános Iskola sporttagozatára járt. Nyolcadikos korában kézilabdázni (Taurus SC, Bp. I. osztály) és gitározni kezdett, iskolai rendezvényeken gyakran szerepelt. A Petrik Lajos Vegyipari Szakközépiskolában érettségizett.
1984-ben barátaival megalapította a Géniusz együttest, melyben előbb gitáros és énekes, majd szólóénekesi szerepet vállalt. 1988-ban abbahagyta a rockéneklést a katonaság idejére. 1989-től a Színház- és Filmművészeti Főiskola növendéke volt operett-musical szakon, tanára Bagó Gizella lett. Már abban az évben elénekelhette Szörényi Levente oratóriumának, a Fénylő ölednek édes örömében… főszerepét. Az első év végén felkérték a Rock Színházban Várkonyi Mátyás Oscar Wilde Dorian Gray arcképe című regényéből írt musicalje címszerepére, és még főiskolásként a Légy jó mindhaláligban is szerepet kapott, melynek lemezfelvételén is részt vett. 1993-ban diplomázott. 1995 őszéig a színház társulatának tagja volt, majd másfél évig Stuttgartban vendégszerepelt. 1995. december 13. és 1997. július 31. között 264-szer játszotta Christ a Miss Saigonból. 1999-ben Pécsett a Jézus Krisztus szupersztárban szerepelt, azóta a Madách Színház előadásában is megcsillogtatta tehetségét ebben a szerepben. 2008-ban A Vörös Pimpernel magyarországi ősbemutatóján a címszerepet, 2009-ben a Zrínyi 1566 ősbemutatóján Cserenko Ferenc szerepét játszhatta el. Rendszeresen szerepel musicalműsorokban, céges rendezvényeken, bálokon, ünnepségeken és televíziós produkciókban.
2007-ben barátaival, Csontos Ferenccel és Kovács Károllyal megalapították a PentaRisk Biztosítási Alkusz Kft.-t, melynek üzletág-igazgatója.
Öt gyermek édesapja: Zsanna (2001), Alma (2006), Szofi (2012), Réka (2017) és Miron (2022).

## Szerepei
A Színházi adattárban regisztrált bemutatóinak száma: 51.
- Margitszigeti Szabadtéri Színpad
  - Fénylő ölednek édes örömében… (főszerep) (1989)
- Rock Színház (1990-1995)
  - Dorian Gray arcképe (Dorian Gray) (1990)
  - Légy jó mindhalálig (Török János) (1992)
  - Jézus Krisztus szupersztár (Jézus)
  - Sztárcsinálók (Néró)
  - Miss Saigon (Chris)
  - Sakk (Anatolij és Fred)
- Stuttgart Musical Hall (1995-1997, Stuttgart)
  - Miss Saigon (Chris)
- Győri Nemzeti Színház
  - Valahol Európában (Hosszú) (2003)
- Magyar Színház
  - István, a király (István és Torda) (1998) (vendégszereplés az Esztergomi Nyári Játékokon, 2004 – Torda, videófelvétel)
  - Atilla – Isten kardja (Aéciusz) (vendégszereplés az Esztergomi Nyári Játékokon – Aéciusz, videófelvétel)
  - Macskafogó (Mr. Tájföl) (2006)
  - Mi jöhet még?! (Billy) (2008)
  - A muzsika Hangja  (Georg von Trapp kapitány) (2016)
- Gárdonyi Géza Színház
  - István, a király (István)
  - János vitéz (Kukorica Jancsi) (2001)
  - Gyertyafény keringő  (Báró) (2011)
  - Bál a Savoyban  (Henry de Fabules) (2014)
  - Légy jó mindhalálig (Török János) (2015)
- Budapesti Operettszínház
  - A víg özvegy (Danilo)
- Turay Ida Színház
  - Vértestvérek (Narrátor)
- Pécsi Nemzeti Színház
  - Jézus Krisztus szupersztár (Jézus) (2000)
  - A víg özvegy (Danilo) (2001)
  - West Side Story (Tony) (2001)
  - Valahol Európában (Hosszú) (2002)
  - My Fair Lady (Freddy) (2003)
  - Godspell (Jézus) (2005)
  - Macskafogó (Mr. Teufel) (2005)
  - A denevér (Eisenstein) (2006)
  - Luxemburg grófja (René) (2006)
- Piccolo Színház
  - Rent (Roger) (2001)
- Madách Színház
  - A nyomorultak (Enjolras)
  - Az Operaház Fantomja (Fantom) (2003)
  - Jézus Krisztus szupersztár (Jézus) (2010)
  - nyomorultak (Püspök) (2016)
- Papp László Budapest Sportaréna, Pulai Aréna, Horvátország
  - Carmen (Don José) (videófelvétel, 2003)
  - Carmen (Don José) (videófelvétel, 2004)
- Miskolci Nemzeti Színház
  - Valahol Európában (Hosszú) (2006)
- Szigligeti Színház
  - A Vörös Pimpernel (Percy) (2008)
  - Csókos asszony (Dorozsmay Pista) (2009)
  - Leányvásár (Tom Miggles) (2010)
- Óbudai Társaskör
  - Néró és a Sztárcsinálók (Seneca) (Óbudai Nyár 2009)
- Szigetvári vár
  - Zrínyi 1566 (Cserenko Ferenc) (2009)
- Pesti Művészszínház (Budapesti Bulvárszínház Fogi Színház)
  - Elvámolt nászéjszaka (Treveine, Paulette férje) (2010)
  - Bolha a fülbe (Romain Tournel) (2014)
  - Piszkos Fred kapitány musical (Kegyelmes / Mr. Gould) (2014)
  - Marica grófnő operett (Gróf Szapáry Wittenberg Péter) (2014)
  - Ken Ludwig: Botrány az Operában  (Tito Merelli, a világhírű tenor) (2015)
  - Pestnevelés óra (2016)
  - Georges Feydeau: A balek (eredeti címe: A hülyéje) (2016)
  - Szerelmes Komédiások avagy Miss Arizona (2015-2016)
  - A Cirkuszhercegnő (Mister X)
  - Mágnás Miska (Baracs) (2017)
  - Csárdás Királynő (Edwin Ronald herceg) (2017)
  - Az asszony körbejár – kézről-kézre (2017)
- Budaörsi Játékszín
  - I love musical(2012)
  - RaM Colosseum
  - Toldi zenés költemény (Mesélő, Király) (2012)
  - Komáromi Magyarock Dalszínház
  - Púpos (Gonzague herceg) (2012)
  - Fehérlaposok(Molnár László) (2012)
  - Az aranyember musical (Tímár Mihály) (2015)
  - Kőszívű ember fiai musical (Baradlay Ödön) (2016)
  - Három testőr Afrikában (Senki Alfonz) (2017)
  - Spirit színház (Vigyázó Sándor Művelődési Ház):
  - Szerelmek az égből  (David)   (2014)
  - Turay Ida szinház
  - Vértestvérek (Narrátor) (2016)
  - Fregoli Színház:
- Anconai Szerelmesek (Tomao Nicomaco) (2016)

Sirok:
1. Fejedelem rock musical (Bercsényi Miklós) (2014)

Budapest Hősök tere:
- Itt élned, halnod kell (2016)

### Filmes és televíziós szereplések
- Atilla, Isten kardja (Oresztész) (1998)
- Húzzátok, cigányok! – Szilveszteri nótaszó (2006)
- Határok nélkül – Szilveszteri gálaműsor a szolnoki Szigligeti Színházból (2008)
- Újévi operett gála
- Slágertévé
- NévShowR
- Napba öltözött lány Rockopera Csíksomlyói (Máté) (2006)
- Memory Interoperett gálaműsor Kovács József emlékére (2011)

### Szinkron
- Haragban a világgal (Rebel Without a Cause) [1955]
- Csipkerózsika (Sleeping Beauty) [1959] .... Fülöp herceg
- Isadora (Isadora) [1968]
- Jóbarátok (Blue Collar) [1978]
- A törvény ökle (The Star Chamber) [1983]
- Májusi vihar (Gewitter im Mai) [1987] .... Leopold Holzner (Gabriel Barylli)
- Rock 'n' roll sztori (Shout) [1991]
- Életben maradtak (Alive) [1993]
- Szenzációs recepciós (For Love or money) [1993]
- Díszkíséret (Chasers) [1994] .... Eddie Devane (William McNamara)
- Vegas Vice (Hard Vice) [1994] .... Mike (Tom Fridley)

### Rádiós munka
Társműsorvezető Neo reggelben(neo fm) (2012)